# Escudo de Nayarit
El escudo de Nayarit es el único símbolo representativo del estado. Su diseño actual data en 1993; originalmente se había creado para ser un escudo de armas de su capital, Tepic, y no sería hasta la década de 1970 en que sería adoptado como símbolo estatal. Está regulado en la Ley de Imagen Institucional del Escudo de Nayarit, publicada el 16 de septiembre de 2017.

## Historia
Por decreto presidencial de Guadalupe Victoria, expedido el 28 de marzo de 1825, todas las entidades federativas que no tuvieran escudo representativo distinto al impuesto por la Corona Española, tenían el derecho y obligación de elegir uno propio. Estas tierras del Nayar, olvidadas desde entonces de toda consideración política del gobierno central, sólo empezaron a tener una resonancia mínima hasta que fue Séptimo Cantón, distrito militar de Jalisco. Los nayaritas no habían reparado en este decreto sino hasta cuatro años después de la creación del Estado Libre y Soberano de Nayarit. 
Así, en 1921, siendo presidente de México el General Álvaro Obregón y titular de la Secretaría de Educación Pública José Vasconcelos, este último invitó a Diego Rivera para tomar cartas en el asunto. Entre ambos crearon, entre otros, un escudo para Nayarit de influencia azteca cuyo significado oficial se desconoce. 
Posteriormente, en 1930 y en base al mencionado decreto, Don Luis Castillo Ledón, entonces Gobernador Constitucional de Nayarit, convocó a un concurso para elegir el escudo de armas de Tepic, no tanto del estado como se decía hasta antes de 1970. El diseño premiado fue el de Miguel Lanzagorta Escutia en los términos que enseguida se exponen, en texto difundido en 1964 por la Secretaría General de Gobierno: 

En su forma general afecta la clásica coraza española, en su estructura está partido y mantelado. En el primer mantel se presenta una caña de maíz con mazorcas doradas, simbolizando la expresión TEPIC (contracción de la palabra azteca TEPICTU, que los españoles modificaron diciendo TEPIQUE, nombre de un maíz de la región que se produce en cincuenta días).

El segundo mantel color oro con un arco y flecha de color café, simbolizando el vocablo NAYARIT, voz cora que significa ‘dios de la guerra' y nombre del primer gran señor Rey del Nayar o Nayarit e inventor del arco y la flecha guerrera. El tercer mantel de albo color, representa una cordillera plateada simbolizando la Sierra Madre, donde está la Mesa del Gran Nayar, asiento que fue del gobierno del reino, coronada dicha montaña con el azul celeste del firmamento nayarita.
Este escudo ha tenido varias modificaciones a lo largo de su historia. Siendo la última en 1993, en la administración del Lic. Celso Humberto Delgado Ramiréz, se diseñó uno con una bordura de plata (blanca), en la cual hay siete huellas de pies humanos simétricamente distribuidas, que simbolizan el peregrinar de las siete tribus nahuatlacas, desde Aztlán, su origen, hasta Tenochtitlán, su destino final, según la tira de peregrinación del Códice Boturini.

## Descripción
En la parte central del escudete está el águila de Aztlán o águila garza, vista con el perfil derecho y en actitud de querer devorar una serpiente. El águila representa la fuerza cósmica del sol, y la serpiente las potencialidades de la Tierra. Este símbolo está plasmado en una piedra esculpida que se conserva en el Museo Regional de Nayarit, y significa el origen de la fundación de la gran Tenochtitlán.[cita requerida]